# Go Diego !
Cet article possède des paronymes, voir Godiego et Go-Daigo.
Dora l'exploratrice Dora and Friends : Au cœur de la ville
Go Diego ! ou Diego au Québec (Go, Diego, Go!) est une série d'animation américaine en 74 épisodes de 24 minutes créée par Chris Gifford, Valerie Walsh et Eric Weiner et diffusée entre le 6 septembre 2005 et le 16 septembre 2011 sur Nickelodeon.
En France, la série est diffusée entre le 4 janvier 2007 et le 28 février 2021 dans TF! et TFOU sur TF1 et par la suite sur Nickelodeon Junior. Au Québec, elle a été diffusée du 16 septembre 2006 au 29 août 2020 sur Télé-Québec.
Cette série est un spin-off de Dora l'exploratrice.

## Synopsis
Diego et Alicia Marquez, âgés respectivement de 8 et 11 ans, sont cousins de Dora l'exploratrice. Amoureux de la nature, ils organisent des opérations de sauvetage d'animaux en danger...

## Distribution

### Voix originales
- Jake T. Austin (saisons 1 à 3) puis Brandon Zambrano (saisons 4 à 5) : Diego Marquez
- Thomas Sharkey (saisons 1 à 3) puis Dylan Clark Marshall (saisons 4 à 5) : Bébé Jaguar, Bébés Gorilles, Bébé Grizzly
- Keeler Sandhaus (saisons 1 à 3) puis Kyle Brenn (saisons 4 à 5) : Sac de secours
- Constanza Sperakis (saisons 1 à 2), Serena Kerrigan (saison 3), Gabriela Aisenberg (saisons 4 à 5) : Alicia Marquez
- Rosie Perez : Click
- Laura Abreu : Linda le lama
- Kathleen Herles : Dora Marquez (saisons 1 à 3)
- Sasha Toro : Sac à dos
- Marc Weiner : La Carte (saisons 1 à 3), Le Trio Fiesta (saison 1), Villageois
- Harrison Chad : Babouche le singe (saison 1)
- KJ Sanchez : Madame Marquez
- Sebastian Arcelus : Madame Marquez

### Voix françaises
- Dolly Vanden : Diego Marquez, Babouche le singe (saison 1), Le Trio Fiesta (saison 1), Sac à dos (saison 1), voix additionnelles
- Isabelle Volpe  : Bruno, chansons[1]
- Lucile Boulanger : Dora Marquez (saisons 1 à 3), Sac de secours, Bébé Jaguar, Alicia Marquez, voix additionnelles
- Bruno Magne : La Carte (saisons 1 à 3), voix additionnelles

Version française
- - Studio de doublage : Chinkel
  - Direction artistique : Bruno Magne

## Épisodes
| Saison | Épisodes | États-Unis         | États-Unis        | France          | France          |
| Saison | Épisodes | Début de saison    | Fin de saison     | Début de saison | Fin de saison   |
| ------ | -------- | ------------------ | ----------------- | --------------- | --------------- |
| 1      | 20       | 6 septembre 2005   | 13 septembre 2006 | 4 janvier 2007  | 3 mars 2007     |
| 2      | 18       | 2 octobre 2007     | 1er février 2008  | 15 août 2007    | 3 novembre 2007 |
| 3      | 19       | 2 février 2008     | 18 septembre 2009 | 3 mars 2007     | 9 avril 2007    |
| 4      | 12       | 1er septembre 2009 | 24 août 2010      | 9 mai 2007      | 3 février 2008  |
| 5      | 6        | 2 septembre 2010   | 16 septembre 2011 | 9 avril 2008    | 3 mai 2009      |

### Première saison (2005-2007)
1. Au secours des rainettes (Rescue of the Red-Eyed Tree Frogs!)
2. Au secours de maman et bébé paresseux (Diego Saves the Mommy and Baby Sloth)
3. Chinta, le bébé chinchilla (Chinta the Baby Chinchilla)
4. Diego sauve le bébé baleine (Diego Saves Baby Humpback Whale)
5. La Montagne des jaguars (Baby Jaguar's Climb)
6. Les Trois Petits Condors (Three Little Condors)
7. L'École des manchots (Pepito's Penguin School)
8. La course des animaux (Rainforest Race)
9. Maman Ara (The Mommy Macaw)
10. C'est Carnaval ! (Linda the Llama Saves Carnaval)
11. Le Morpho bleu (A Blue Morpho Butterfly is Born)
12. Le Bobo du ouistiti pygmé (A Booboo on the Pygmy Marmoset)
13. De l'eau pour Ana l'anaconda (Cool Water for Ana the Anaconda)
14. Chito et Rita, les ours à lunettes (Chito and Rita the Spectacled Bears)
15. La Bibliothèque de Linda (Linda the Librarian)
16. Diego au secours du dinosaure (part 1) (Diego's Great Dinosaur Rescue (Part 1))
17. Diego au secours du dinosaure (part 2) (Diego's Great Dinosaur Rescue (Part 2))
18. Au secours du louveteau (Diego's Wolf-Pup Rescue)
19. Bébé jaguar à la rescousse! (Baby Jaguar to the Rescue)
20. Au secours des tortues de mer (Save the Sea Turtles)

### Deuxième saison (2007-2008)
1. Au secours du petit dauphin d'eau douce (Diego Saves Baby River Dolphin)
2. Au secours du roi des baleines (Diego and Baby Humpback to the Rescue)
3. Au secours de petit Kinkajou (Little Kinkajou is in Beehive Trouble)
4. Au secours du gorfou macaroni (Macky the Macaroni Penguin)
5. La chanson des iguanes (The Iguana Sing Along)
6. Panchita le chien de prairie (Panchita Prairie Dog Finds a New Prairie)
7. Diego sauve la fête de Noël (Diego Saves Christmas)
8. À la rescousse du Jaguar (Baby Jaguar's Lost Growl)
9. Diego ce héros (Diego the Hero)
10. La Saint-Valentin de Sammy (Sammy's Valentine)
11. La course des grands géocoucous (The Great Roadrunner Race)
12. Le grand voyage du tapir (The Tapir's Trip Home)
13. La première migration de Georges le faucon (Jorge the Little Hawk Learns to Migrate!)
14. Une pieuvre à la rescousse (Giant Octopus to the Rescue)
15. L'inconnu des mers (An Underwater Mystery)
16. Le safari de Diego (part 1) (Diego's African Safari (Part 1))
17. Le safari de Diego (part 2) (Diego's African Safari (Part 2))
18. Diego et Alicia sauvent les loutres (Diego and Alicia Save the Otters)
19. Alicia sauve un crocodile (Alicia Saves the Crocodile!)
20. La nouvelle recrue (Rhea is an Animal Rescuer)

### Troisième saison (2008-2009)
1. Le concert de la forêt tropicale (Rainforest Rhapsody)
2. Bébés gorilles devenus rois (Gorilla Fun)
3. Diego et les histoires au clair de lune (Tuga Helps the Moon) (Double épisodes)
4. Willie le canard à ventre noir (Whistling Willie Finds a Friend)
5. La flûte magique de Kicho (Kicho's Magic Flute!)
6. L'anniversaire de Porc-épic (Diego and Porcupine Save the Piñata!)
7. La fête annuelle de la fraise (Green Iguana Helps Abuelito Plant a New Strawberry Farm!)
8. Le super écureuil volant à la rescousse (Super Flying Squirrel to the Rescue!)
9. La fête des papillons monarques (Diego and Dora Help Baby Monarch Get to the Festival)
10. Louis et Leslie les tortues géantes (Save The Giant Tortoises)
11. Au secours du jeune faon (Alicia and Whitetail to the Rescue)
12. Betty et Benito les scarabées (It's a Bug's World!)
13. Freddy sauve la fête d'Halloween (Freddie the Fruit Bat Saves Halloween!)
14. Un dromadaire dans le désert (Egyptian Camel Adventure)
15. Le lac des flamants roses (A New Flamingo Miami)
16. Valentin au secours des sirènes(Manatee's Mermaid Rescue!)
17. La fête des mères (The Bobo's Mother's Day!)
18. Diego en expédition au pôle nord (The Great Polar Bear Rescue) (Double épisodes)

### Quatrième saison (2009-2010)
1. Diego, l'hippopotame et Pic-Pic (Diego Reunites Hippo & Oxpecker)
2. Diego et les orangs-outans (Diego's Orangutan Rescue)
3. Où se cachent les okapis? (Where is Okapi's Brother?)
4. Du poisson pour les macareux (Puffin Fish Adventure)
5. Le panda express (All Aboard the Giant Panda Express!)
6. Au secours du bébé phoque (Diego's Ringed Seal Rescue)
7. Le tigre du Bengale et l'arbre à vœux (Bengal Tiger Makes a Wish)
8. L'île des lémuriens (Leaping Lemurs)
9. Le barrage des castors (Diego Saves the Beavers)
10. Dolphin le dauphin (Ocean Animal Recuer)
11. Petit lion rentre chez lui (Welcome Home, Lion Cub!)
12. Le brevet international des sauveteurs d'animaux (Diego's International Rescue League) (Double épisodes)
13. Diego vient en aide au prince des vigognes (Diego Rescues Prince Vicuna)

### Cinquième saison (2010-2011)
1. Gros câlin pour "Joey" le koala (Koala's Birthday Hug / Big Hug for "Joey" the Koala)
2. Les petites sœurs des frères Bobos (To Babysit a Bobo)
3. Mommy Cat et ses chatons (Pampas Cat & Friends Help the Rescue Center)
4. Crête Blanche le tamarin (Cotton-Top Tamarin Cave Rescue)
5. La grotte des animaux féroces! (Fiercest Animals)

## DVD parus au Canada en français et anglais
- La mission arctique de Diego. Diego's Arctic Rescue. (juillet 2011)
- Petit lion rentre chez-lui. Lion Cub Rescue (avril 2011)
- La grande aventure avec des pandas. The Great Panda adventure (avril 2011)
- Les méga missions de Diego ! Diego's mega missions!. 3 DVD. (septembre 2009)
- Forêt tropicale en fête. Rainforest Fiesta. (mars 2009)
- Les Missions magiques de Diego. Diego's Magical Missions. (janvier 2009)
- À la rescousse de la lune. Moonlight Rescue. (janvier 2009)
- Le monde des insectes. It's a Bug's World. (janvier 2009)
- Diego et les gorilles. Great Gorilla ! (janvier 2009)
- À vos marques, prêts... Ready, Set, Go ! (juillet 2008)
- La chanson des Iguanes. The Iguana Sing-Along (juillet 2008)
- À la rescousse du jaguar ! The Great Jaguar Rescue! (mars 2008)
- L'inconnu des mers. Underwater Mystery (mars 2008)
- Au secours des animaux d'Afrique. Safari Rescue (octobre 2007)
- Sauvons le louveteau. Diego's Wolf Pup Rescue (août 2007)
- Au secours du Dinosaure. The Great Dinosaur Rescue (juin 2007)

## DVD parus au Canada en anglais seulement
- Fiercest Animal Rescues! (juillet 2011)
- Diego Saves The World (avril 2011)
- Diego's Ultimate Rescue. (août 2010)
- The Great Panda adventure. (mai 2010)
- Lion Cub Rescue. (janvier 2010)
- Diego's Arctic Rescue. (septembre 2009)
- It's a Bug's World. (octobre 2008)
- Diego's halloween. (août 2008)
- Great Gorilla! (juin 2008)
- Moonlight rescue. (mars 2008)
- Diego's Magical Missions. (février 2008)
- Ready, Set, Go ! (juillet 2007)
- The Iguana Sing-Along (mai 2007)
- Underwater Mystery (mars 2007)
- The Great Jaguar Rescue! (janvier 2007)

## DVD parus en France
- Mission Madagascar (mars 2013)
- Diego au secours des pandas géants (décembre 2012)
- Diego et les histoires au clair de Lune (septembre 2012)
- Diego et les dauphins en danger (mai 2012)
- Diego au secours des dinosaures (février 2012)
- Diego Expédition Pyramides (janvier 2012)
- Diego et l'équipe des aventuriers (octobre 2011)
- Cours Diego ! (juillet 2011)
- Mission Arctique - Mission Safari - Coffret (juillet 2011)
- Diego sauve Noël (juillet 2011)
- Diego et les histoires clair de Lune (juillet 2011)
- Mission Arctique (juillet 2011)
- Diego S.O.S. animaux sauvages (avril 2011)
- Diego au secours des lions ! (janvier 2011)
- Diego sauve Halloween (octobre 2010)
- Diego en super mission - Coffret 3 DVD. (octobre 2010)
- Diego: Mission Scarabée (juillet 2010)
- Diego et les histoires au clair de lune - Coffret 2 DVD (avril 2010)
- Mission Safari ! (février 2010)
- À la rescousse du jaguar ! (février 2010)
- Mission Arctique - Coffret 2 DVD (décembre 2009)
- Diego sauve Noël - Coffret 3 DVD (octobre 2009)
- Volume 7 - Cours Diego ! (février 2009)
- Volume 6 - Diego sauve Noël ! (novembre 2008)
- Au secours du dinosaure - Coffret 3 DVD (octobre 2008)
- Volume 5 - L'Inconnu des mers (août 2008)
- Volume 4 - À la rescousse du jaguar ! (février 2008)
- Volume 3 - Mission Safari (octobre 2007)
- Volume 2 - Sauvons le dinosaure (février 2007)
- Volume 1 - Sauvons le louveteau (septembre 2006)

## Les épisodes dans les DVD

### Sauvons le louveteau (vol. 1)
- 1-18 - Opération de sauvetage du louveteau
- 1-12 - Les ouistitis pygmées ont un bobo
- 1-02 - Diego sauve maman et bébé paresseux
- 1-06 - Trois petits condors

### Au Secours du Dinosaure (vol. 2)
- 1-16 - Diego au secours du dinosaure (part 1)
- 1-17 - Diego au secours du dinosaure (part 2)
- 1-04 - Diego sauve le bébé baleine à bosse
- 1-01 - Au secours des grenouilles aux yeux rouges

### Mission safari (vol. 3)
- 2-16 - Le safari de Diego (part 1)
- 2-17 - Le safari de Diego (part 2)
- 2-06 - Panchita le chien de prairie
- 2-13 - La première migration de Georges le faucon

### À la rescousse du Jaguar (vol. 4)
- 2-08 - À la rescousse du jaguar
- 2-03 - Au secours de petit Kinkajou
- 1-09 - Maman Ara
- 1-03 - Chinta le bébé chinchilla

### L'inconnu des mers (vol. 5)
- 2-15 - L'inconnu des mers
- 2-01 - Au secours du petit dauphin d'eau douce
- 1-05 - La montagne des jaguars
- 1-15 - Chito et Rita les ours à lunettes

### Diego sauve la fête de Noel! (vol.6)
- 2-07 - Diego sauve la fête de Noël
- 1-07 - L'école des manchots
- 1-11 - Le morpho bleu
- 1-20 - Au secours des tortues de mer

### Fête d'halloween
- 3-13 - Freddie la chauve souris sauve halloween
- 3-09 - Diego et Dora sauvent le bébé papillon monarch
- 2-19 - Alicia sauve un crocodile
- 3-16 - Diego sauve les sirenes

### Mission Arctique
- 3-18 - Diego en expédition au pôle nord
- 4-04 - Du poisson pour les macareux
- 4-03 - Où se cachent les okapis?

### Diego et les gorilles
- 3-2 - Bébés gorilles devenus rois
- 3-14 - Un dromadaire dans le désert
- 3-10 - Louis et Leslie les tortues géantes
- 3-8 - Le super écureuil volant à la rescousse

### Le monde des insectes
- 3-12 - Betty et Benito les scarabées
- 2-9 - Diego ce héros
- 3-11 - Au secours du jeune faon
- 3-4 - Willie le canard à ventre noir

### Missions magiques
- 3-5 - La flûte magique de Kicho
- 3-7 - La fête annuelle de la fraise
- 2-2 - Au secours du roi des baleines
- 2-14 - Une pieuvre à la rescousse

### The Great Panda Adventure
- "All Aboard the Great Panda Express!"
- "Leaping Lemurs!"
- "Koala's Birthday Hug"
- "Diego Saves the Beavers"

### Lion Cub Rescue
- "Welcome Home Lion Cub!"
- "Diego's Ringed Seal Rescue"
- "Diego Reunites Hippopotamus and Oxpecker"
- "Diego's Orangutan Rescue"

### Diego's Arctic Rescue
- "The Great Polar Bear Rescue"
- "Puffin Fishing Adventure"
- "Where is Okapi's Brother."

### Rainforest Fiesta!
- "Diego and Porcupine Save the Pinata!"
- "A New Flamingo Mami"
- "Macky the Macaroni Penguin,"
- "Linda the Llama Saves Carnaval."

### Great Gorilla
4 épisodes

### Diego's Halloween
- "Freddie the Fruit Bat Saves Halloween!"
- "Diego and Dora Help Baby Monarch Get to the Festival"
- "Alicia Saves the Crocodile!"
- "Manatee's Mermaid Rescue!"

### Safari Rescue
- "Safari Rescue"
- "Panchita the Prairie Dog"
- "Jorge the Little Hawk Learns to Migrate."

### The Iguana Sing Along
- "The Iguana Sing Along,"
- "Linda the Librarian"
- "Diego and Alicia Save the Otters,"
- "Cool Water for Ana the Anaconda,"

### The Great Jaguar Rescue!
- "The Great Jaguar Rescue"
- "Little Kinkajou is in Beehive Trouble."

### Underwater Mystery
- "An Underwater Mystery,"
- "Diego Saves Baby River Dolphin,"
- "Journey to Jaguar Mountain,"
- "Chito and Rita the Spectacled Bears."

### Wolf Pup Rescue
- "Diego's Wolf Pup Rescue"
- "A Booboo on the Pygmy Marmoset,"
- "Diego Saves Mommy and Baby Sloth"
- "Three Little Condors."

### Diego Saves Christmas!
- "Diego Saves Christmas"
- "Pepito's Penguin School,"
- "A Blue Morpho Butterfly is Born"
- "Save the Sea Turtles."

### Dora the Explorer - Meet Diego!
- "Meet Diego,"
- "To the South Pole,"